# Sydväst

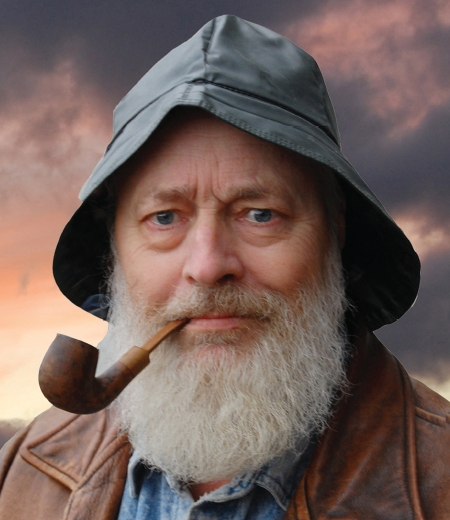
En man med sydväst på huvudet.

Sydväst är en huvudbonad som skyddar mot regn och blåst. Den består av en huva med ett kort brätte framtill och ett långt brätte baktill, för att täcka nacken och hindra vatten från att rinna in under kragen. Eftersom en sydväst kan ramla av i hård vind, exempelvis på sjön, har den vanligen band att knyta under hakan.
Historiskt tillverkades sydvästen av impregnerat tyg, men sedermera är plastmaterial vanligare. 
Plagget användes ursprungligen av fiskare i Nordatlanten, ofta tillsammans med en oljerock. Sydvästen associeras med just äldre tiders sjömän, bland annat genom den populära målning som blivit känd som "Fiskargubben".
Namnet kommer från holländskans zuidwester; det som skyddar mot sydvästvinden.